# Synchro Anarchy
Synchro Anarchy è il quindicesimo album in studio del gruppo heavy metal canadese Voivod, pubblicato nel 2022.

## Tracce
1. Paranormalium – 5:34
2. Synchro Anarchy – 4:25
3. Planet Eaters – 5:32
4. Mind Clock – 6:44
5. Sleeves Off – 4:08
6. Holographic Thinking – 6:11
7. The World Today – 4:10
8. Quest For Nothing – 5:37
9. Memory Failure – 5:33

## Formazione
- Michel “Away” Langevin – batteria
- Denis “Snake” Bélanger – voce
- Daniel “Chewy” Mongrain – chitarra
- Dominique “Rocky” Laroche – basso